# Madahoplia allaudi
Madahoplia allaudi är en skalbaggsart som beskrevs av Marc Lacroix 1998. Madahoplia allaudi ingår i släktet Madahoplia och familjen Melolonthidae. Inga underarter finns listade i Catalogue of Life.